# المدرسة العاشورية
المدرسة العاشورية هي إحدى مدارس مدينة تونس التي بنيت خلال العهد العثماني. وهي من المعالم التاريخية المرسمة بأمر مؤرخ في 19 أكتوبر 1922.

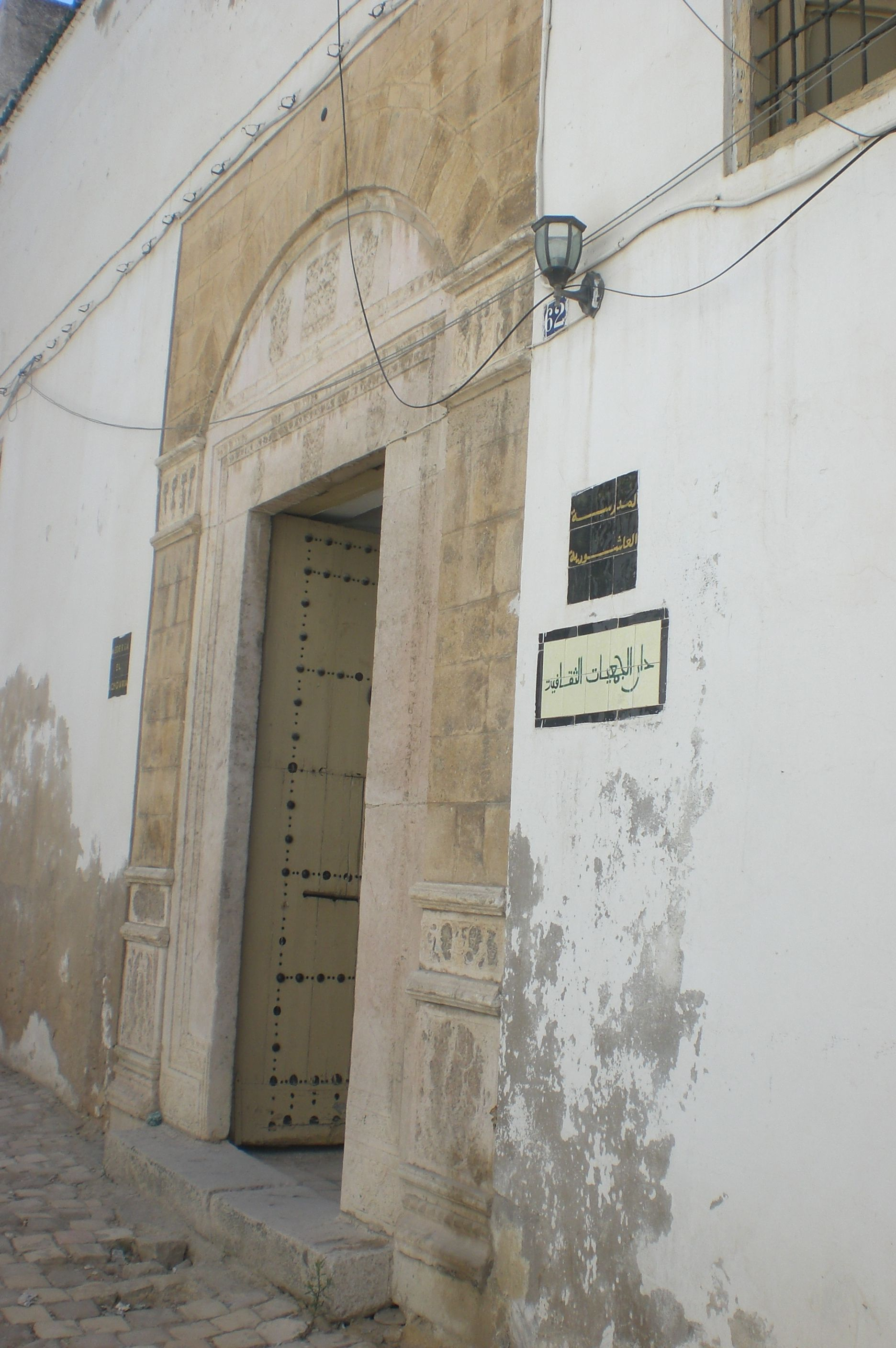
المدرسة العاشورية

## موقعها
استمدت المدرسة العاشورية اسمها من الحي الذي تقع فيه بتونس العاصمة والمسمى بحي حوانت عاشور قرب الحفصية، وعنوانها الحالي ب62 نهج عاشور، وهي الدرسة الوحيدة التي بها مئذنة، ويوجد خارجها كتاب . قرب معلم تاريخي آخر هو دار الأصرم حيث مقر جمعية صيانة مدينة تونس والنادي الثقافي الطاهر الحداد..

## مؤسسها
تعود المدرسة العاشورية إلى أواسط القرن الثامن عشر للميلاد، مثلها في ذلك مثل مدارس أخرى أسسها علي باشا في نفس الفترة تقريبا ومن بينها المدرسة الباشية والمدرسية السليمانية. أما العاشورية، فهي أقدم مدرسة أسسها علي باشا وكان ذلك عام 1160هـ/1746. وقد جعلها لطلبة المذهب المالكي القادمين من داخل البلاد، رغم أن المذهب الرسمي للدولة هو المذهب الحنفي، بما يعنيه ذلك من محاولته كسب الرأي العام الشعبي حيث أن أغلب التونسيين هم من المالكية.

## أوقافها
لقد أوقف علي باشا على المدرسة العاشورية أوقافا كافية باستطاعتها أن تسدد مختلف مصاريفها اليومية والطارئة، وتتمثل تلك المصاريف خاصة في أجرة المدرس الذي كان يتقاضى نصف ريال يوميا، ومنح للطلبة الذين يقبضون ناصريين يوميا. كما أوقف على المدرسة مكتبة تضم 357 كتابا مخطوطا لمساعدة الطلبة على القيام بدروسهم. وبالإضافة إلى ذلك جعل بها وقفا لختان مائة طفل سنويا، بما جعل لهذه المدرسة دورا اجتماعيا خيريا بالإضافة إلى دورها التعليمي.

## دروسها
كان للمدرسة العاشورية كُتّاب يحفظ فيه صبية الحي القرآن الكريم ومبادئ اللغة العربية، إلا أن الدور الأساسي للمدرسة كان يتمثل في إعطاء دروس دينية ولغوية أساسا، يقدمها إمام كان يتولى في نفس الوقت التدريس بها، حيث كان يقدم يوميا لطلبتها ثلاثة دروس في الفقه والتوحيد والنحو، مقابل السكن والأجرة. وقد استمرت المدرسة في إعطاء الدروس إلى منتصف القرن التاسع عشر.

## بنايتها
تشتمل المدرسة العاشورية على مدخل فسيح ومصلى وميضة. ويبلغ عدد غرفها 24 غرفة كانت مخصصة لإقامة الطلبة. ولعل خاصية هذه المدرسة أنها الوحيدة من بين مدارس تونس العاصمة التي توجد بها مئذنة، كما يتبعها كتاب يفتح على نهج عاشور.

## وظيفتها حاليا
تحولت وظيفة المدرسة العاشورية منذ تأسيسها في أواسط القرن الثامن عشر بحيث كانت مدرسة ثم أصبحت مبيتا مخصصا لطلبة الجامعة الزيتونية، حيث كان يقطن بها سنة 1930 48 طالبا. وبعد إلغاء التعليم الزيتوني، وقع الاهتمام بها في السبعينات ليتم ترميمها وخصصت منذئذ لتحتضن عددا من مقار جمعيات ثقافية متنوعة.

## معرض صور

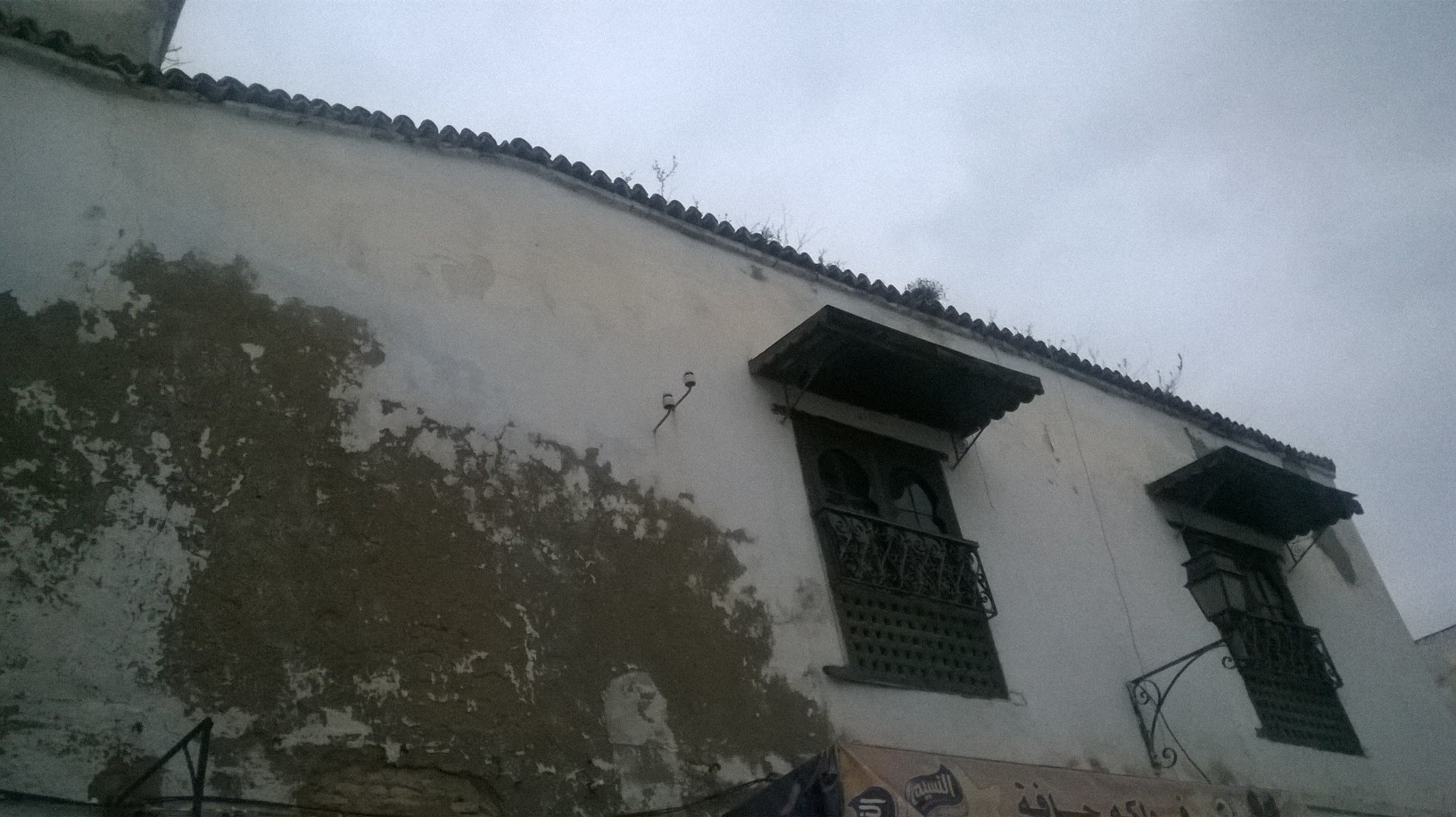
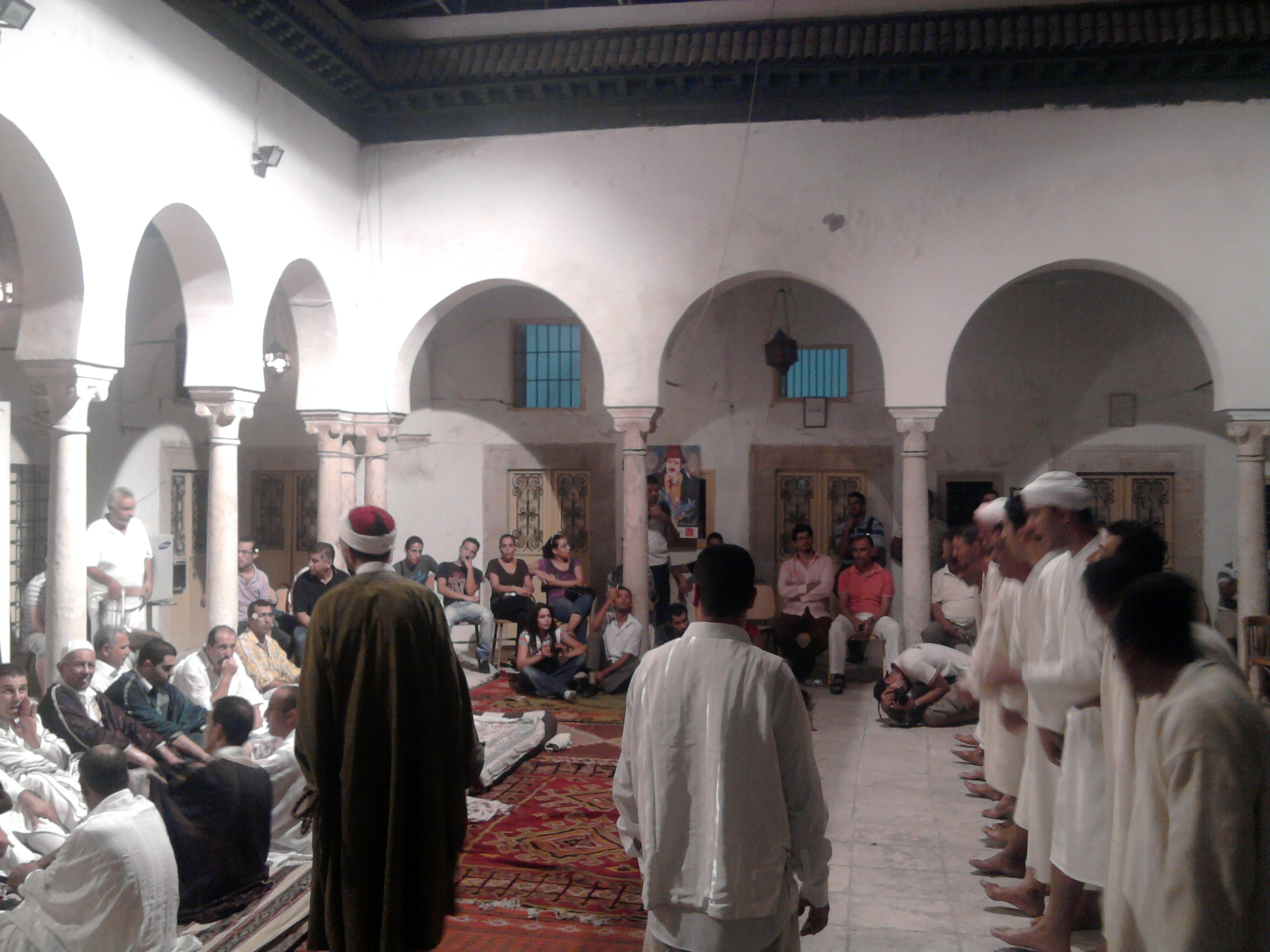
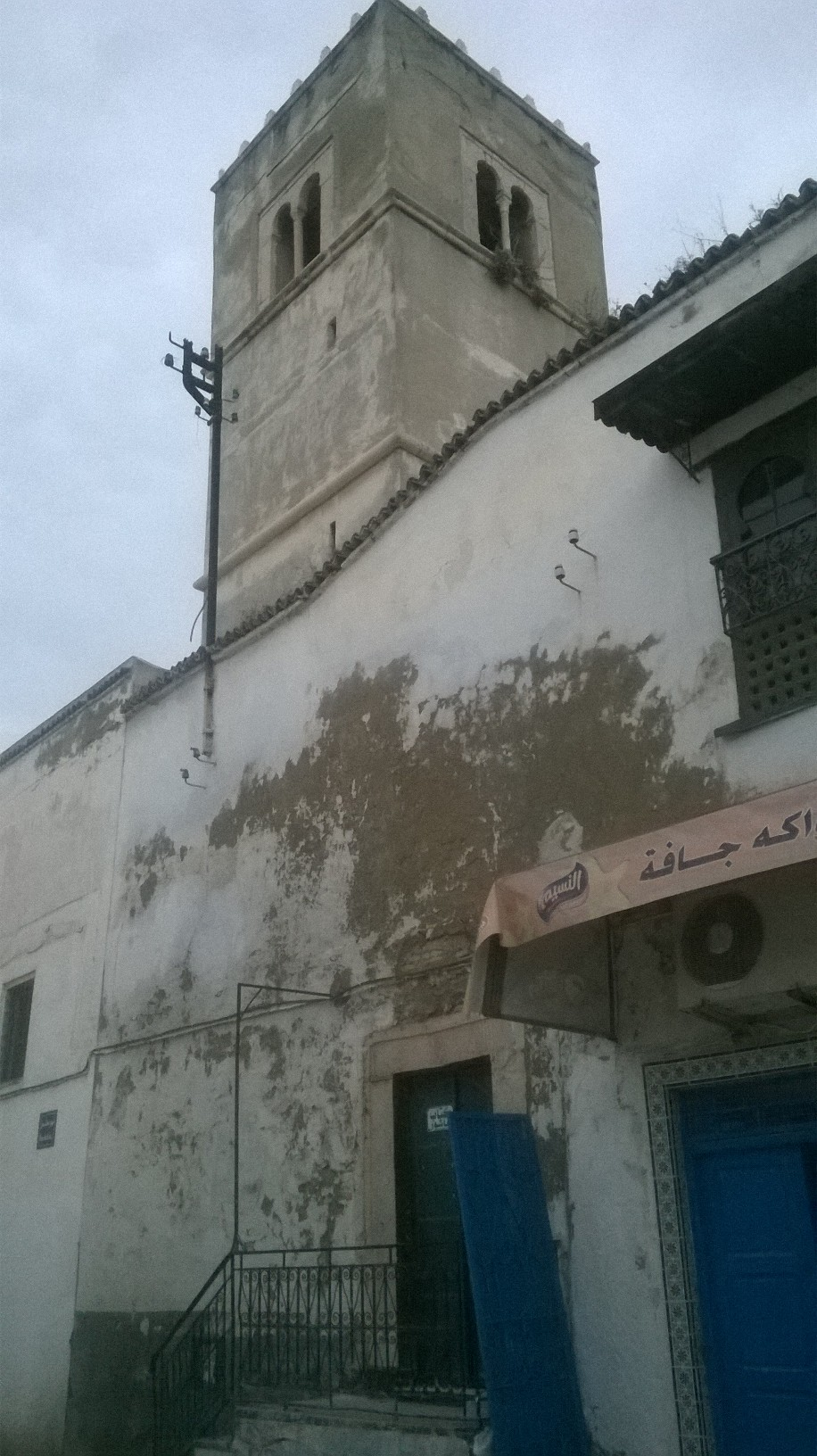

## الإشارات المرجعية
1. 1 2 3  "Wiki Loves Monuments monuments database". 3 نوفمبر 2017.
2. ↑  وصلة مرجع: http://www.docartis.com/Tunisia_Decreti/DECRETS/Pagine/1992_19octobre.html.
3. ↑  محمد بن الخوجة، تاريخ معالم التوحيد في القديم وفي الجديد، دار الغرب الإسلامي، بيروت 1985، 313-316
4. ↑  محمد ضيف الله، الحركة الطالبية التونسية (1927-1939)، منشورات مؤسسة التميمي للبحث العلمي والمعلومات، زغوان-تونس 1999، ص 82
5. ↑  العاشورية [وصلة مكسورة] نسخة محفوظة 11 مايو 2020 على موقع واي باك مشين.